# Yang Jung-Mo
Yang Jung-Mo (Busan, Corea del Sur, 22 de enero de 1953) es un deportista coreano retirado especialista en lucha libre olímpica donde llegó a ser campeón olímpico en Montreal 1976.

## Carrera deportiva
En los Juegos Olímpicos de 1976 celebrados en Montreal ganó la medalla de oro en lucha libre olímpica de pesos de hasta 62 kg, por delante del luchador mongol Zevegiin Oidov (plata) y del estadounidense Eugene Davis (bronce).